# Marqués de la Franquerie
El marqués André Le Sage de La Franquerie de La Tourre (llamado en francés Marquis de la Franquerie) nacido en París en 1901 y fallecido en 1992, fue un escritor católico tradicionalista de Francia y camarero papal de varios pontífices romanos. 

## Biografía
En 1926, fue nombrado redactor jefe de la Revista internacional de las sociedades secretas. Colaboró a las revistas Bloc Anti-révolutionnaire y Bloc Catholique. Es conocido por sus opiniones antimasónicas.